# (35904) 1999 JJ89
1999 JJ89 (asteroide 35904) é um asteroide da cintura principal. Possui uma excentricidade de 0.12750800 e uma inclinação de 4.87420º.
Este asteroide foi descoberto no dia 12 de maio de 1999 por LINEAR em Socorro.